# Estação Islas Filipinas
Islas Filipinas é uma estação da Linha 7 do Metro de Madrid (Espanha).

## História
A estação foi aberta ao público em 12 de fevereiro de 1999.